# Hard Skin
Hard Skin ist eine 1996 gegründete, britische Oi!-Band.

## Geschichte
Hard Skin wurde 1996 im Londoner Stadtteil Gipsy Hill gegründet. Gründungsmitglieder waren der Bassist Sean Forbes (Fat Bob), der zu Beginn noch parallel in der Punkband Wat Tyler als Sänger tätig war, der Gitarrist und Sänger Ben Corrigan (parallel in gleicher Funktion bei der Anarcho-Punk-Band Thatcher on Acid) und der Schlagzeuger Chris Acland von der Shoegazing-Band Lush. Im Oktober 1996 starb Acland durch Suizid und wurde durch Scott Stewart ersetzt.
Ihr erstes Album Hard Nuts and Hard Cunts erschien 1996 im Vereinigten Königreich, in Frankreich und in den Vereinigten Staaten. In der Folge veröffentlichte die Band mehrere Tonträger, von denen viele auch im Ausland vertrieben wurden. Das Album Fucking Skins, Fucking Punks (2006), das 2008 von Claudia Luck im Ox-Fanzine gute Kritiken erhielt, erschien beispielsweise nur in Deutschland und Japan.

## Stil
Die Texte der Band sind zwischen Funpunk und Oi!-Satire angesiedelt. So ist bereits der Name doppeldeutig: „Hard Skin“ steht zum einen für Hornhaut, kann aber auch „harter Skin“ im Sinne von harter Skinhead bedeuten.

## Diskografie
Alben
- 1996: Hard Nuts and Hard Cunts (Helen of Oi!)
- 2005: Same Meat, Different Gravy (Household Name Records, Oi Sold Name Records, JT Classics, 'Ermit Records, Knock Out Records, Feral Ward Records)
- 2006: Fucking Skins, Fucking Punks (Knock Out Records, Rudeness Records)
- 2009: Where the Fuckin Mic (Fat Punks Records, Cut The Cord That … Records)
- 2011: We're the Fucking George (Best-of-Album; JT Classics)
- 2013: On the Balls (JT Classics, Rudeness Records)
- 2013: Why Do Birds Suddenly Appear (JT Classics)
- 2015: We're the Fucking Business (Best-of-Album; JT Classics)
- 2018: We're the Fucking Mustard (Live-Album, JT Classics)

EPs und Singles
- 2001: Christmas Fisting EP (Split-7"; mit Capdown und Southport; Household Records)
- 2006: Make My Tea (7"; Feral Ward)
- 2006: We Are the Wankers (7"; Rudeness Records)
- 2010: These Are My People (Split-7"; mit Blotto)
- 2013: Gypsy Rose Cafe (7"; JT Classics)
- 2013: We Are the Wankers (7"; 1-2-3-4 Go! Records)
- 2014: Do You Like Hospital Food (12"; JT Classics)

Kompilationsbeiträge
- 2005: zu UP Sampler 21 (Up Magazine)
- 2006: zu Knock-Out … In the 8th Round! (Knock Out Records)
- 2008: zu No Side to Fall In (IRRK)
- 2008: zu Ich glotz TV (Heftbeilage Plastic Bomb Nr. 63)
- 2010: zu Knock-Out … In the 9th Round! (Knock Out Records)
- 2010: zu Christmas Gig Free Single (7"; Damaged Goods Records)
- 2013: zu The Lady's Not Returning (Retro Records)